# 한반도 (영화)
《한반도》(韓半島)는 강우석 감독의 영화이다. 대한제국의 국새가 가짜였다는 가설하에 진짜 국새를 찾는다는 내용을 담은 영화이다.

## 줄거리
남북한 정부는 통일의 다음 단계로 양국을 연결하는 경의선을 재개통하려 하고 있다. 일본은 1세기 전 고종의 어새가 찍힌 공식 문서를 근거로 철도 노선에 대한 권리를 주장하며 이 결정을 받아들이지 않는다. 그러나 고종이 문서에 서명하는 데 사용된 어새가 위조된 것으로 의심되는 오래된 음모가 밝혀진다. 남한 대통령(안성기)은 거침없는 역사학자 최민재(조재현)와 조선 왕실 후손 김유식(강신일)을 고용하여 진정한 어새를 찾아 일제강점기의 역사가 반복되는 것을 막으려 하는 가운데, 시간과 숨겨진 의도와의 싸움이 벌어진다. 한편, 일본의 경제 제재는 남한 정부를 분열시키고, 일본의 무장 병력은 남한 국경에 나타나 주권을 위협한다. 결국, 진정한 어새가 발견되고 일본은 점령에 대해 사과한다.

## 캐스팅

### 주요 인물
- 최민재 교수 : 조재현
- 이상현 국가정보원 서기관 : 차인표
- 대한민국 대통령 : 안성기
- 권용환 국무총리 : 문성근
- 도굴꾼 김유식 : 강신일

### 조연 인물
- 대한제국 고종 황제 : 김상중
- 명성황후 민씨 : 강수연
- 해군작전사령관 이동재 중장  : 독고영재
- 북한국방위원장 : 백일섭
- 국가정보원장 : 최일화
- 대통령비서실장 : 박용수
- 구로자와 외상 : 이도련
- 발굴팀장 : 이한위, 박길수

### 단역 인물
| - 고종 제1내관 : 최종원 - 노 상궁 : 한복희 - 이경직 : 이일섭 - 세자 : 신정윤 - 이완용 : 우상전 - 송병준 : 한근욱 - 전의 : 최동규 - 상궁 : 유지애 - 장안당 상궁 : 고정은, 원은진, 김영선 - 궁녀 : 민영, 장문정, 김혜화, 이지해, 안지혜, 이윤주, 이미도 - 오카모토 : 정호근 - 일본 무장 1 : 권혁풍 - 일본 무장 2 : 김춘기 - 일본 무장 2 : 신희문 - 사무라이 : 신덕호 - 낭인 : 조용재, 김기성, 김기환, 김봉식, 김정국, 류재승, 박순갑, 변경수, 신영옥, 육양원, 이상홍, 이학현, 장대윤, 전정훈, 조지환, 최수영, 최영 - 국방부 장관 : 권태원 - 통일부총리 : 강승원 - 외교통상부 장관 : 최정우 - 경제부총리 : 박팔영 - 행정자치부 장관 : 전일범 - 원로 1 : 김성원 - 원로 2 : 권성덕 - 인부 최씨 : 최연식 - 인부 김씨 : 김홍택 - 영부인 : 이칸희 - 의무실장 : 김원배 - 야당 총재 : 이승철 - 야당원로 : 이석구 | - 육군참모총장 : 이승호 - 해군참모총장 : 권관오 - 공군참모총장 : 양명수 - 경찰청장 : 박기산 - 수도방위사령관 : 문용철 - 국무총리 비서 : 이종문 - 일본 오오야마 대사 : 김응수 - 일본 부대사 : 송금식 - 일본 해상자위대 함장 : 무사시 켄 - 일본 해상자위대 부함장 : 오카와 세이치로 - 일본 해상자위대 수병 : 테츠야 치히로 - 일본 유물 감정단 : 기연호, 김광일 - 미국 대사 : 이참 - 미국 대변인 : 로날드 조셉 클루버 - 미국 보좌관 : 다니엘 로렌 마일즈 - 중국 대변인 : 박서란 - 소방대장 : 박웅선 - 포장마차 주인 : 김학재 - 다방 아가씨 : 신소윤 - 여관 아줌마 : 김유라 - 대회의실 각료 : 이근우, 주효만, 이순용, 김홍수, 윤갑수, 김명중, 정병철, 홍경연, 진명선, 김건호 - 특별위원 : 왕태언, 김영신, 최병권, 박창섭, 전나연 - 국가정보원 요원 : 박상혁, 이정성, 양창완, 최윤준 - 일본 각료 : 채민석, 김영대, 이양희, 김영, 권홍석, 권성규 - 최민재 교수의 강의를 들으러 온 주부들 : 최혜경, 정미애, 남현주, 신영진, 김희라 - 해군 지휘관 : 김종원, 최상석, 박순기, 염정구, 최정석 - 해군CIC장병 : 배기범, 차정환, 길금성, 심완준 - 일본 장교 : 유인석, 김완식 - 일본 병사 : 윤주섭, 서강석, 이창호 - 광화문 군인 : 권정민, 김태현, 류제승, 신성식, 유병선, 윤석민, 차한욱, 황인보, 황민호 |

## 제작진
- 감독 : 강우석
- 각본 : 김희재, 이효철
- 제작투자 : 이미경
- 투자책임 : 김주성, 김인수, 윤두건, 최준환, 장윤현
- 프로듀서 : 정선영
- 촬영 : 최영택, 김성복
- 조명 : 신학성
- 음악 : 한재권
- 편집 : 고임표
- 소품 : 유청
- 의상 : 오경아
- 분장 : 김유정
- 특수분장 : 신재호
- 동시녹음 : 김원용
- CG : DTI/ETRI
- 사운드(음향) : 블루캡
- 특수효과 : 정도안, 이희경 (데몰리션)
- 무술감독 : 정두홍, 유상섭
- 조감독 : 심혁, 백성기, 김희찬
- 아트디렉터 : 이태훈
- 프로덕션 디자인 : 조성원
- 미술/세트제작 : 아트서비스
- 세트제작책임 : 오상만, 이기석